# Muñás
Muñás es una parroquia del concejo asturiano de Valdés, en España.
Asimismo, una de las poblaciones que forman parte de dicha parroquia recibe el mismo nombre. Destacan dos construcciones indianas, palacetes conocidos como "Torres". El paisaje es típico del occidente asturiano, muy verde con amplias praderas y bosques
La parroquia religiosa recibe el nombre de San Juan de Muñás, correspondiente al Arciprestazgo de Luarca, Diócesis Oviedo. La advocación es San Juan Bautista. El año fundacional es el 20/01/905 fecha en la que se cita como propiedad del Monasterio de Corias (Cangas del Narcea).
La economía local se basa, prácticamente en su totalidad, en la agricultura y la ganadería
Está surgiendo un mercado hotelero de casas rurales.

## Historia
Según el Diccionario Geográfico Estadístico Madoz de 1845, en aquellas fechas la parroquia de Muñás contaba con 300 casas, una población de 300 vecinos, 1800 almas.  Dispone de clima templado y sano. En esta localidad nació el conde Nuño Peláez.
En Ferrera de los Gavitos, está la casa solar del Marqués de Ferrera cuyo primer titular fue Juan Alonso de Navia Arango (siglo XVIII). Se conservan dos palacios, uno el Palacio del Marqués de Ferrera en Luarca y otro el Palacio del Marqués de Ferrera en Avilés.

## Monumentos
La iglesia de San Juan se erigió en 1897. Consta de una planta de cruz latina, cubierta por tejado a dos vertientes. La portada la forma una torre de planta cuadrada rematada por un campanario de cubierta a cuatro aguas. Flanqueando la torre por dos lados hay un pórtico extendido por los muros laterales, dispone de tejado a una vertiente sostenido por varias columnas colocadas sobre antepecho.
El interior está formado por una única nave, y capillas laterales que forman un crucero cubierto con bóveda de arista, y cabecera plana.
El exterior del templo está revocado, excepto los sillares de vanos y esquinas.

## Poblaciones
| - El Faedal - Espiniella de Abajo - Espiniella de Arriba - Ferrera de los Gavitos - La Candanosa de Muñás - La Fajera - La Mortera - Mones - Muñás (de Arriba) - Villaxermonde |